# Veith
Veith ist ein deutscher Familienname.

## Namensträger
- Anna Veith (Anna Fenninger; * 1989), österreichische Skirennläuferin
- Anton Veith (1793–1853), böhmischer Mäzen für Unterricht, Kunst und Wissenschaften
- Bob Veith (1926–2006), US-amerikanischer Autorennfahrer
- Cody Veith (* 2002), US-amerikanischer Schauspieler
- Domitilla Veith (1928–2014), deutsche Äbtissin
- Eduard Veith (1858–1925), österreichischer Maler
- Franz Michael Veith (1799–1846), deutscher Genre- und Historienmaler sowie Lithograf
- Friedrich Veith (1860–1908), deutscher Erfinder und Unternehmer
- Georg Veith (Maschinenbauingenieur) (1821–1903), deutscher Maschinenbauingenieur
- Georg Veith (1875–1925), österreichischer Offizier, Althistoriker und Herpetologe
- Gustava von Veith (1879–1970), deutsche Malerin
- Heinrich Veith († 1877), deutscher Richter und Bergrat
- Hermann Veith (* 1960), deutscher Erziehungswissenschaftler
- Horst Veith, deutscher Erfinder, Hygieneexperte und Unternehmer
- Ilza Veith (1912–2013), US-amerikanische Medizinhistorikerin
- Ines Veith (* 1955), deutsche Journalistin und Autorin
- Jakob Veith (1758–1833), böhmischer Textilunternehmer, Humanist und Großgrundbesitzer
- Johann Emanuel Veith (1787–1876), österreichischer Arzt und Autor
- Johann Martin Veith (1650–1717), Schweizer Maler
- Karl Veith (1894–1979), deutscher Generalleutnant
- Karl von Veith (1818–1892), preußischer Generalmajor
- Manuel Veith (* 1985), österreichischer Snowboarder
- Martin Veith (* 1986), österreichischer Moderator
- Melanie Veith (* 1992), deutsche Handballspielerin
- Michael Veith (Chemiker) (* 1944), deutscher Chemiker und Hochschullehrer
- Michael Veith (Skirennläufer) (* 1957), deutscher Skisportler
- Michael Veith (Biologe) (* 1957), deutscher Biogeograph und Herpetologe
- Oswin Veith (* 1961), deutscher Politiker (CDU)
- Pamela Veith (* 1973), deutsche Ultramarathonläuferin
- Philipp Veith (1768–1837), deutscher Maler und Kupferstecher
- Ralf Veith (* 1962), deutsch- und englischsprachiger Songschreiber, Musiker, Kinderlieder- und Buchautor und Psychologe
- Robin Veith, US-amerikanischer Produzentin und Drehbuchautorin
- Rudolf Veith (1846–1917), deutscher Schiffbauingenieur
- Stefanie Veith, deutsche Drehbuchautorin
- Uli Veith (* um 1955), deutscher Filmproduzent, Regisseur und Drehbuchautor
- Vladimír Veith (* 1954), tschechischer Eishockeyspieler
- Walter Veith (* 1949), südafrikanischer Zoologe und Kreationist